# 楚溪春

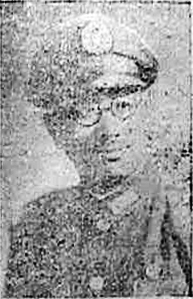

楚溪春（1896年4月13日—1966年9月12日），字晴波，直隷省保定府蠡县人，中華民国军事将领，中華民国及中華人民共和国政治家。

## 生平
1910年底考入直隷陸軍小学堂第3期（监督廖宇春）、1914年考入清河陸軍第一预備学校第2期（校长毛继承），编入第4连（连长李再兴）。毕业后经半年入伍训练，于1916年8月升入保定陸軍軍官学校第5期（校长杨祖德），编入步兵科第5连（科长王兴文）。1918年9月20日学满毕业，分发山西独立步兵第10团（团长蔡荣寿）任见习官。山西督军阎锡山组建干部训练队，楚溪春与同学张荫梧、李生达、王靖国等调任队附。全队共有队附共36人，人称“三十六天罡”。1919年6月，干训队扩充为学兵团（团长荣鸿胪，上报陆军部番号为山西独立步兵第9团），楚、张、李、王等皆升任连长。未几，楚溪春奉陆军部调令，返回保定军校任第8期学生分队长。第8期于1919年8月8日开学，校长杨祖德锐意革新，推行各兵科学生混合编队。但不久后杨病逝任上，继任校长贾德耀又恢复分科编队，楚溪春升任步科第1队少校队长。1922年7月第8期毕业后，改任第9期步科第4队队长。1923年8月军校停办，楚溪春应邀赴潼关，在直系陆军第20师（师长阎治堂）任中校主任参谋兼军官教育团大队长。1924年第二次直奉战争中直系战败，张作霖、冯玉祥等支持段祺瑞出任临时执政。第20师被执政府下令缴械编散，楚溪春于1925年1月改任京卫军第1旅（旅长宋玉珍）、即执政府卫队旅上校参谋长，参与了震惊中外的“三一八惨案”。不久，段祺瑞、冯玉祥交恶，北京警卫司令鹿钟麟奉冯玉祥命发动政变将卫队缴械，执政府随后倒台。楚溪春被解职后，在陆军大学里旁听了一段时间课。1927年1月，军校同学张荫梧出任山西军官教导团主任，以收容训练编余军官和轮训在职军官。楚溪春应其邀请，出任该团教育长，负责编制课程大纲，挑选各科教官，督考学员成绩等各项事务。1927年6月，阎锡山率部改编为国民革命军北方军参加国民革命，张荫梧升任第7军副军长（军长阎锡山自兼，张负实际责任），楚溪春随之升任该军少将参谋长，并加入中国国民党。张荫梧、楚溪春率领的第7军归属左路军总指挥商震麾下，沿京绥线两侧向北京前进，在宣化与奉军主力汤玉麟、张作相、万福麟等部激战六天，终以众寡不敌，撤退至雁门关、铁角岭一线防守。1928年3月，阎锡山再次率军出晋，第7军与第5军组成联合军，由张荫梧、楚溪春率领由浑源向涞源急进，直插奉军侧翼。5月间，阎锡山部在满城方顺桥大败奉军，占领保定。6月8日，阎锡山第3集团军进占北京。而后，张荫梧出任北平警备司令，楚溪春调任北平警备司令部下属宪兵司令一职，统领四营宪兵弹压治安。后又增设两营宪兵，并增设宪兵干部训练班加强教育，轮训各级宪兵军官。部队编遣后，晋军第7军缩编为陆军暂编第11师，后改陆军第42师，张荫梧任师长、楚溪春任参谋长。1928年12月，楚溪春兼第42师第125旅旅长。该旅辖两团，系收容溃兵而成，纪律素称涣散。
1930年4月，第125旅扩为三团制之第25师，楚溪春升任师长，隶属冯鹏翥之第9军（系第42师扩编）。蒋阎冯中原大战爆发后，第9军归晋军第4路军总指挥张荫梧节制，沿津浦铁路攻入山东省境内。楚溪春率部留守北平，并于1930年6月起护理北平警备司令，维护地方治安。1930年9月间，张学良率东北边防军入关，阎锡山、冯玉祥败局已定。东北军先头部队运抵北平时，楚溪春前往接洽，私下向奉军的先锋旅长、保定同学牟中珩表示“你们进到何地，我们就退出何地”。而后，将所属宪兵当月军饷提前发放，率第25师及宪兵1个营沿平绥线退回山西，驻守苇泽关。在此期间，曾被发表为察绥宪兵司令。阎锡山下野出走大连，张学良接管晋绥军，将其编入东北边防军序列。楚溪春改任东北边防军第4军副军长、平绥铁路护路司令。1934年9月，进入陆军大学特别班第2期学习。其间，阎锡山回晋复职，张荫梧出任晋绥军官教导团团长，楚溪春亦于1936年8月出任该团教育长，当时的学员对楚溪春的评价是“宽严并济，学识超人，经验丰富”。张荫梧脱离晋军后，他并没有跟着离开，1936年8月26日，楚溪春正式被国民政府叙官陆军少将。1937年（民国25年）8月他获授陸軍少将銜，1937年8月被授予陸軍中将銜。
抗日战争爆发後，1937年8月，楚溪春自陆大毕业，并晋升为陆军中将，任山西民族革命同志会高級幹部委員会委員、第二战区长官部参谋处长、副参谋长、北路军参谋长，并于1939年4月升任第2战区参谋长，曾参与忻口、太原各役之谋划。阎锡山对楚颇为赏识，第2战区长官部自临汾撤退时，楚溪春和阎锡山同乘一辆车，突然有几架飞机掠过，阎一手拉出楚溪春拥到山崖下躲避，可见当时两人关系之密切。1940年秋，第八集团军总司令兼山西省府第三行政公署主任孙楚因山西省钞流通问题与第一战区司令长官卫立煌发生冲突。楚溪春奉派到阳城接任第三行署主任一职。遭遇中条山战役，率领身边不到一营的卫队掩护附近民众向河南渑池逃难。到了黄河北岸白狼渡口时已经入夜，民众发现船只寥寥无几，顿时大乱。楚溪春拒绝了部下先行渡河的建议，命令官兵维持渡口秩序，自己则独步坡头指挥。百姓也平静了下来，万余人赶在日军杀到前安全渡河。1941年初，阎锡山成立“整军委员会”将各集团军总司令召集到驻地吉县克难坡，收回指挥权，另设立南、北两路“作战军”实际指挥部队。1941年3月6日，楚溪春以整军委员身份调任第八集团军副总司令兼北路作战军总司令，进驻孝义县兑镇兑九峪。日军进攻横岭关时，楚溪春令第43军赶赴第一线协助守军第17军战斗，其暂编第46师一鼓作气收复横岭关，坚守达一个月之久。1944年6月27日，获得四等云麾勋章一枚。
日本宣布投降後，作为北路作战军总司令率骑兵第1军（军长沈瑞，辖骑兵第1、2、4师）、暂编第47师、第7纵队（司令刘鹏翔）从孝义出发，沿汾河及同蒲铁路两侧北上，8月13日抵达太原城郊小店镇，与城内日军交涉受降工作。8月15日，日本正式投降，楚溪春于三天后进驻太原，为阎锡山返回省会做准备。随后率骑兵第4师（师长田尚志）北上，相继收复大同（9月3日）、朔县、山阴、岱岳、怀仁、口泉等县镇，与第十二战区第35军在大同城会师。而后，在大同帅府街原日本特务机关院内设立第二战区北路作战军总司令部，在伪大同省公署设立大同领导组办事处，自任主任，第43军军长刘效曾、大同绥靖公署主任孟祥祉为副主任，分别担任军事、行政接收代表，另以白经世为财经厂矿接收代表，全面开展工作。收编伪军为山西省防军第5军，担任大同外围守备；以骑兵第4师担任城防。认识到所部战斗力有限，陆续放弃左云、阳高、浑源等县，将兵力集中在大同周边及同蒲铁路南线。频繁出兵突击八路军小部队，在大坊城、遇驾山、倍加皂、利仁皂、北劭庄、高山镇等地发生零星战斗百余次。1945年11月绥包战役期间，为了呼应傅作义部作战，楚溪春曾率军向丰镇出击，但未打通与第12战区的联系。此间，马占山的国民革命军东北挺进军在绥远遭八路军击溃，撤到大同整补，使守军略有所增强。1946年1月1日，国民政府公报渝字第947号宣布，楚溪春剿匪期间著有功绩，授予青天白日勋章一枚:7943。1月13日，国共停战协定生效，军调部执行小组进驻大同。1月13日前，楚溪春曾派省防军第5军王元令第13师、张佐汉第14师分别进攻左云、浑源，于14日将其占领，但八路军部队立即展开反击于16日收复两县。2月起开始整编第二战区北路作战军所辖部队：
- 第33军暂编第38师（师长韩步洲，参谋长张益川。1945年12月起以骑兵第4师及省防军第5军陆续整编而成，1945年编制乙种步兵师，1万2千余人）
- 山西省保安第2团（团长焦克敬。1946年6月组建完毕，第1、2营在大同，第3营驻忻县。8百余人）
- 大同市保安总队（总队长陈丰山。1946年6月以保安队及日伪军组成，3个大队2个直属连，2千余人）
- 第43军通信营、特务第2连（均为口泉矿警师一部整编）
- 暂49师战防炮连（1946年7月方组建）
- 保安第10团第3大队（大队长李可栋。前第10行政专员公署政治保卫团于1945年8月改编）
- 坦克车队（1945年9月编成，辖3个分队）
- 军鸽通信队（1945年9月组成）
- 各县保警队、爱乡团等地方武装。

1946年5月5日，楚溪春获颁胜利勋章一枚。1946年6月，兼第43军军长。八路军雁北第五军分区攻占了朔县、岱岳，楚溪春调暂38师第3团进驻怀仁，与之成对峙之势，并报请将失守两地的指挥官第72师副师长张汝龙枪决。7月19日，晋察冀、晋绥野战军10个团围攻应县，楚溪春调暂38师、保安总队及战车4辆向大同城外出击策应。7月31日，晋绥、晋察冀军区5个旅又3个团，并附炮兵1个团，由晋绥野战军副司令员张宗逊指挥发起大同集宁战役。楚溪春以暂编第38师师部及第1团、保安总队、坦克车队驻守城内，东北挺进军（辖骑兵第5、6师，代总司令慕新亚）防守北关至火车站一带，山西保安第2团防守南关，附近各县自卫团队防守城东、东南各据点。另暂38师第2团驻口泉、第3团驻怀仁。8月2日，楚溪春率军协同战车出击，策应怀仁守军撤向口泉。4日，出动火车将口泉各部撤回大同。交通警察第16总队第3大队（大队长朱赓扬）由包头空运至大同。8月14日八路军完成清扫外围作战，开始争夺近郊据点。常是夜间解放军以坑道作业突破阵地，白天守军出动战车配合步兵夺回，其中以御河东之沙岭、寺儿村争夺最为激烈。8月22日八路军攻至城外飞机场，守军东北挺进军骑兵第15团（团长海福龙）战地起义，旋即被守军反击夺回。至9月初，楚溪春指挥守军在城北火车站、面粉公司、电力公司一带进行反复争夺。八路军以大车挂上浸湿的棉被作为土战车向守军猛扑，突破火车站机房核心阵地，化名刘明的日籍指挥官阵亡，第二线的东北挺进军掘深壕固守，楚溪春以八路军志在必得，徒守城外无用，将该部撤回城内。几番争夺之后，城郊据点丧失殆尽。楚溪春亲赴西城墙上指挥外围南庙守军1个营撤回，但激战数小时仍未脱身，最后全营覆没。9月13日第12战区司令长官傅作义在集宁击溃解放军主力，围攻大同部队于16日撤围而去。楚溪春抽调部队发起追击，20日与傅部会师于晋绥交界堡子湾。10月间，楚溪春又率守军主力4000余人与第12战区之第35军配合，占领阳高、阳春，全线打通平绥铁路，并曾一度恢复怀仁、岱岳。据《第二战区北路作战军绥靖第一年战史》，大同防守战中守军伤亡约二千七百人。12月26日，楚溪春获得二等宝鼎勋章一枚。
1947年8月，应保定军校的学生、东北行辕主任陈诚的邀请，任国民政府主席東北行轅总参議兼瀋陽防守司令官，负责指挥宪兵、警察，附近的驻军则由防守副司令、第6军军长罗友伦负责协调。
1947年12月16日，行政院第24次会议决议，接受河北省政府委员兼主席孙连仲辞呈，任命楚溪春为河北省政府委员兼主席。但因东北战事影响，楚溪春未立即到任:21。
1948年2月5日，楚溪春抵达北平市任职。到任后，河北省保安司令部改组，楚溪春任司令。10月16日，中国国民党中央执行委员会秘书处酉铣电开：“奉总裁[蒋介石]谕，河北省党部主任委员改以楚溪春同志兼任”。10月27日，正式接任河北省党部主任委员。后又任北平党政军督察总监。至此楚溪春集党政军职务于一身，权力达到极点。但因战局变化，他到北平就任时，河北省境内大部已被中国共产党控制。河北省名义上拥有一百三十余县，实际仅沿铁路线控制二十余县:21－22。有说楚溪春是被傅作义邀请出任河北省政府主席，并兼任北平督察总监及保定綏靖公署主任。他在东北期间，曾与中共中央东北局负责人之一的陶铸有所接触，到达北平后持续。其秘书刘士林直接与北平地下党领导人张旭联系。1949年1月，楚溪春随傅作义参加北平和平解放。1月25日，楚溪春签发河北省政府府财四（38）特第371号训令，处理河北省政府最后的看守事宜:22－23。
中華人民共和国建国後，他任中央人民政府政务院参事、参事室西北区组召集人。第2至4届中国人民政治協商会議全国委員会委員、中国国民党革命委員会（民革）中央委員兼秘書長、全国政协文史資料研究委員会委員。
1966年9月12日，他在北京市逝世。享年71岁:23。

## 荣誉
- 青天白日勋章（1946年1月1日批准[5]）
- 二等宝鼎勋章（1946年12月26日批准[6]）